# Angela Ramello
Angela Teresa Ramello (Alba, 8 gennaio 1944 – Torino, 28 luglio 2004) è stata una mezzofondista italiana.

## Biografia
Angela (o Angioletta, come la chiamavano gli amici) entrò nel mondo dell'atletica leggera nel 1958 gareggiando per il Gruppo Sportivo SIP allenata dal tecnico Farina. Poco tempo dopo conobbe Antonio Serra, un mezzofondista di medio livello, ma ottimo allenatore, che la portò a far parte del CUS Torino, creando appositamente per lei la sezione femminile.
Il suo primo importante risultato a livello nazionale fu il titolo di campionessa italiana juniores nei 400 metri piani, conquistato ad Ancona nel 1961. Dopo aver preso parte ai campionati italiani di corsa campestre nel 1964 ottenendo il sesto piazzamento, il suo esordio ai campionati italiani assoluti di atletica leggera fu nel 1966 a Firenze, dove ottenne la medaglia di bronzo negli 800 metri alle spalle di Paola Pigni e Giuseppina Torello.
Nel 1967 ricevette l'Oscar dell'Atletica Piemontese assegnato dal comitato regionale della FIDAL alla migliore atleta dell'anno. Due anni dopo, vista la superiorità di Paola Pigni negli 800 metri, la Ramello decise di cambiare distanza, cimentandosi nei 1500 metri ai campionati italiani del 1969: conquistò il titolo nazionale con il tempo di 4'46"6. Poche settimane dopo, il 29 agosto 1969, stabilì il nuovo record italiano nei 1000 metri correndo in 2'50"2, migliorando di oltre 20 secondi il precedente primato che Gianna Marchini ottenne nel 1927 con il tempo di 3'14"2/5.
Grazie al titolo italiano, ottenne la convocazione per i campionati europei di Atene 1969, dove partecipò alla gara dei 1500 metri, finendo eliminata in batteria con il tempo di 4'36"6.
Nel 1970 si svolse a Genova la prima edizione dei campionati italiani assoluti di atletica leggera indoor: Angela Ramello fu la prima campionessa italiana indoor degli 800 metri che corse in 2'16"4; vinse nuovamente il titolo nel 1975, abbassando il tempo a 2'14"6. Nel 1970 conquistò la medaglia d'oro nella staffetta 4×800 metri ai campionati italiani outdoor vestendo la maglia della Snia Libertas Torino. Lo stesso anno partecipò alle Universiadi di Roma, ma non riuscì ad approdare in finale.
Nel 1971 si piazzò settima agli europei indoor nei 1500 metri. Lo stesso anno arrivò il titolo italiano negli 800 metri e prese parte ai campionati europei di Helsinki: superò le batterie di qualificazione grazie al tempo di 2'05"7, ma fu eliminata in semifinale con 2'07"5. Seguirono subito dopo i Giochi del Mediterraneo a Smirne, che la videro in quinta posizione nei 1500 metri con il tempo di 4'26"6.
Il 25 settembre 1971 migliorò per la seconda volta il primato italiano sui 1000 metri, abbassandolo a 2'44"1, due mesi dopo il 2'47"6 fatto registrare da Donata Govoni.

### Vita privata
Angela Ramello si diplomò maestra elementare e, successivamente, maestra giardiniera. Frequentò il corso di laurea in scienze politiche, ma successivamente cambiò direzione, laureandosi in psicologia. Nel 1968 scrisse il suo primo libro Perché lo sport? Studio psicanalistico insieme al laureato in lettere e filosofia Domenico Devoti, che divenne poi suo marito e dal quale ebbe un figlio, Duccio, provetto canottiere medagliato fin dai Giochi della Gioventù.
Come psicanalista fece parte della Société International de Micropsychanalyse. Fu psicoterapeuta della Nazionale e dal 1990 divenne docente presso l'ISEF di Torino. Fece parte dell'A.I.P.S. (Associazione Italiana di psicologia dello sport) e della S.I.P.S. (Società Italiana di Psicologia).

## Record nazionali
- 1000 metri piani
  - 2'50"2 ( Viareggio, 29 agosto 1969)
  - 2'44"1 ( Torino, 25 settembre 1971)

## Palmarès
| Anno | Manifestazione          | Sede     | Evento       | Risultato  | Prestazione | Note                          |
| ---- | ----------------------- | -------- | ------------ | ---------- | ----------- | ----------------------------- |
| 1969 | Europei                 | Atene    | 1500 m piani | Batteria   | 4'36"6      |                               |
| 1971 | Europei indoor          | Sofia    | 1500 m piani | 7ª         | 4'27"3      |                               |
| 1971 | Europei                 | Helsinki | 800 m piani  | Semifinale | 2'07"5      |                               |
| 1971 | Giochi del Mediterraneo | Smirne   | 1500 m piani | 5ª         | 4'26"6      |                               |
| 1975 | Mondiali di cross       | Rabat    | A squadre    | 7ª         | n/d         |                               |
| 1975 | Universiadi             | Roma     | 800 m piani  | Semifinale | 2'08"2      | Miglior prestazione personale |

## Campionati nazionali
- 1 volta campionessa nazionale assoluta degli 800 m piani[3]
- 1 volta campionessa nazionale assoluta dei 1500 m piani[3]
- 1 volta campionessa nazionale assoluta della staffetta 4×800 m
- 2 volte campionessa nazionale assoluta indoor degli 800 m piani[4]
- 1 volta campionessa nazionale assoluta del cross lungo
- 1 volta campionessa nazionale juniores dei 400 m piani

1961
- Oro ai campionati italiani juniores, 400 m piani - 1'00"8

1964
- 6ª ai campionati italiani di corsa campestre

1966
- Bronzo ai campionati italiani assoluti, 800 m piani - 2'12"6

1967
- Argento ai campionati italiani assoluti, 800 m piani - 2'12"2
- Argento ai campionati italiani di corsa campestre, cross lungo

1968
- Argento ai campionati italiani assoluti, 800 m piani - 2'11"3
- Bronzo ai campionati italiani di corsa campestre, cross lungo

1969
- Oro ai campionati italiani assoluti, 1500 m piani - 4'46"6

1970
- Oro ai campionati italiani assoluti, 4×800 m - 9'37"4 (con Pipitone, Bruna Lovisolo e Giuseppina Torello)
- Oro ai campionati italiani assoluti indoor, 800 m piani - 2'16"4

1971
- Oro ai campionati italiani assoluti, 800 m piani - 2'06"1

1972
- Argento ai campionati italiani assoluti, 800 m piani - 2'09"4
- Oro ai campionati italiani di corsa campestre, cross lungo

1975
- Oro ai campionati italiani assoluti indoor, 800 m piani - 2'14"6

## Altre competizioni internazionali
1971
- Oro alla Cinque Mulini[5] ( San Vittore Olona)

## Opere
- Angela Ramello, Domenico Devoti, Perché lo sport? Studio psicanalistico, Torino, Stampatore, 1975, SBN SBL0582875.
- Giancarlo Caletti, Sesso e Sport, Bologna, Calderini, 1977, SBN UBO2627923.
- Angela Ramello, Domenico Devoti, Campione perché? Infanzia dei grandi atleti del nostro tempo, Torino, BBE, 1986, SBN TO01355033.